# Formação internacional
Formação Internacional. refere-se a um título de graduação oferecido a alunos de instituições de ensino de um país através de convênios com escolas e universidades estrangeiras.
No Brasil, algumas escolas de idiomas e universidades. oferecem o diploma de formação internacional a seus alunos.